# Széchenyi-Fonds
Der Széchenyi Alapok Zrt., bis 2020: Széchenyi Tőkealap-kezelő Zrt. (deutsch Széchenyi-Fonds) ist ein ungarischer Staatsfonds, d. h. er befindet sich zu 100 % in Staatsbesitz. Namensgeber ist Graf István Széchenyi.
Die heute noch verwendete Abkürzung SZTA stammt von der Bezeichnung Széchenyi Tőkebefektetési Alapot zum Zeitpunkt des Beginns der Geschäftstätigkeit 2011.
Der SZTA verwaltet ein Vermögen von mehr als 150 Mrd. Forint (405 Mio. Euro).
Zum Portfolio gehören:
- aiMotive, Budapest
- Gloster, Nagytarcsa
- CER Cargo, Budapest
- AutoWallis, Budapest